# حسینیه معیل
حسینیه معین (زین العابدین ) مربوط به دوره قاجار است و در بشرویه، میدان ۱۷ شهریور واقع شده و این اثر در تاریخ ۲۴ اسفند ۱۳۸۳ با شمارهٔ ثبت ۱۱۶۶۴ به‌عنوان یکی از آثار ملی ایران به ثبت رسیده است.